# 第41通信連隊 (フランス軍)
第41通信連隊（だい41つうしんれんたい、フランス語: 41e régiment de transmissions：41e RT）は、オワーズ県サンリスに駐屯する、EVAT隷下のフランス陸軍の通信連隊である。
兵種は通信、伝統的区分も通信である。

## 沿革
- 1946年：モロッコにおいて、第41通信工兵大隊として編制される。

## 最新の部隊編成
- 連隊本部
- 本部管理中隊
- 管理支援中隊
- 第1通信中隊 - （通信器材の管理と情報システムの運用）
- 第2通信中隊 - （通信器材の管理と情報システムの運用）
- 第3通信中隊 - （総合管理局付き）
- 第4通信中隊 - （新規システムの運用と技術支援）
- 第10通信中隊 - （予備）

## 連隊の任務
連隊は、各種通信機器の器材管理等を行い、全陸軍に対する情報活動の支援活動に従事する。

## 主要装備
- GIAT BM92-G1
- FA-MAS
- P4
- TRM 2000
- TRM 4000